# ناحیه تیساواش‌واری
ناحیهٔ تیساواش‌واری (به مجاری: Tiszavasvári járás) یک ناحیه در مجارستان است که در سابولچ-ساتمار-برگ واقع شده‌است. ناحیهٔ تیساواش‌واری ۳۸۱٫۶۱ کیلومتر مربع مساحت و ۲۷٬۶۸۴ نفر جمعیت دارد.